# Соколов, Григорий Григорьевич
Соколов Григорий Григорьевич (19 июля 1904, г. Мытищи ныне Московской области — 20 апреля 1973, Москва)  — советский военачальник. Начальник Главного управления Пограничных войск НКВД СССР (1939―1941). Генерал-лейтенант (1940).

## Молодость
Родился в семье маляра. Русский. Окончил единую трудовую школу в Харькове в 1920 году.

## Служба в довоенный период
В Красную армию зачислен добровольцем в мае 1920 года, служил красноармейцем в 251-м стрелковом полку 28-й стрелковой дивизии 11-й армии. Полк был дислоцирован в городе Шуша (Нагорный Карабах) и вёл активные боевые действия против армянских повстанцев Тевана и Гарегина Нжде и процветавшего в то время в приграничных районах бандитизма. В мае 1921 был демобилизован по возрасту, но сумел добиться восстановления в РККА и направлен учиться на 51-е Харьковские пехотные курсы РККА. Окончил их в сентябре 1922 года.
Но после завершения учёбы был направлен в войска ОГПУ (в то время в их состав входили и пограничные войска и внутренние войска, поэтому командиров часто перемещали между ними). С сентября 1922 года служил помощником командира взвода в 2-й пограничной дивизии, с января 1923 года командовал взводами в нескольких отдельных батальонах ГПУ. С апреля 1924 года вновь служил на границе, начальник пограничной заставы Каменец-Подольского пограничного отряда ОГПУ.
В апреле 1925 года направлен на службу в пограничные войска в Средней Азии, где последующие пять лет участвовал в боях против басмачей. Служил начальником пограничной заставы, помощником коменданта пограничного участка 47-го Узбекского пограничного отряда ОГПУ (штаб в г. Керки). С октября 1926 по октябрь 1927 года учился на Кавалерийских курсах усовершенствования комсостава РККА в Новочеркасске, затем вернулся в Среднюю Азию на должность помощника коменданта пограничного участка 47-го Керкинского пограничного отряда по строевой части. С апреля 1929 года был начальником маневренной группы Ошской отдельной пограничной комендатуры. Неоднократно отличался в боях, был ранен.

На ликвидацию басмаческой группировки вышли два сводных отряда, один из которых возглавил заместитель коменданта Колесников, второй — помощник коменданта Г. Соколов. Прикрываясь огнём нескольких мелких групп, басмачи продолжали движение в глубь песков, всячески избегая боевого столкновения с преследовавшими их отрядами пограничников. Так продолжалось около трех суток. В условиях постоянной жары в Каракумских песках, при скудных запасах воды, продовольствия и фуража пограничникам пришлось преодолеть свыше 200 км. На третьи сутки отряды Колесникова и Соколова вынудили басмачей принять бой. В ходе ожесточенной трехчасовой схватки басмачи, понеся большие потери, стали беспорядочно отступать. Лишь небольшой их части удалось оторваться от пограничников и спастись. Басмачи в этом бою потеряли 17 человек убитыми, в том числе брата предводителя группы Дурды Кулы Сардара, 12 человек ранеными (данные об убитых и раненых басмачах неполные, так как во многих случаях они старались при отступлении забирать с собой убитых и раненых). Отряды Колесникова и Соколова убитых не имели, ранения разной степени тяжести получили помощник коменданта Г. Соколов, политрук маневренного взвода В. Гаврильчук, пограничники Гокча и Г. Вербило. За личное мужество и самоотверженность, проявленные в ходе операции, к награждению именным оружием были представлены заместитель коменданта Колесников, помощник коменданта Г. Соколов и начальник заставы Юдин. Пограничники Щербина и Яценко награждены орденом Красного Знамени.— Из истории 47 Керкинского пограничного отряда ОГПУ
С февраля 1930 года служил командиром дивизиона 10-го кавалерийского полка ОГПУ в Ташкенте, с сентября 1930 — старший уполномоченный Управления пограничной охраны и войск ГПУ Полномочного представительства ОГПУ по Средней Азии.
С октября 1931 года служил в центральном аппарате ГПУ в Москве, инспектор отдела боевой подготовки Главного управления пограничной охраны и войск ОГПУ СССР. С января 1933 года преподавал в Высшей пограничной школе ОГПУ—НКВД СССР. Одновременно сам окончил вечернее отделение Военной академии РККА им. М. В. Фрунзе в 1934 году.
С мая 1936 года — начальник 1-го отделения оперативного отдела Управления пограничных и внутренних войск УНКВД Ленинградской области. С марта 1937 года — начальник оперативного отдела в этом управлении, с января 1938 — начальник штаба пограничных и внутренних войск НКВД Ленинградского округа. Член ВКП(б) с 1938 года.
В апреле 1938 года переведён в центральный аппарат НКВД СССР и назначен помощником начальника пограничных и внутренних войск НКВД СССР, в феврале 1939 — исполняющим обязанности начальника Главного управления пограничных и внутренних войск НКВД СССР, а в марте 1939 года — начальником Главного управления пограничных войск НКВД СССР. Будучи в этой должности, принимал участие в походе РККА в Западную Украину и в Западную Белоруссию и в советско-финской войне.

## В годы Великой Отечественной войны
Начало Великой Отечественной войны застало генерала Соколова на западной границе в г. Белосток, где он совершал поездку по пограничным заставам с начальником Управления пограничных войск НКВД Белорусской ССР генерал-лейтенантом И. А. Богдановым для сбора сведений о положении дел на границе. Зная от начальников Белорусского и Украинского пограничных округов о подготовке к нападению 22.06.1941 года в 04 ч. не отдал приказа о приведении пограничных войск НКВД в боевую готовность. После возвращения в Москву в июне 1941 года был назначен начальником войск НКВД охраны тыла Западного фронта. В августе 1941 года освобождён от командования пограничными и внутренними войсками, направлен на Центральный фронт начальником штаба. Но уже в сентябре 1941 года отозван в Москву и назначен заместителем начальника Генерального штаба РККА. Не имея опыта руководящей общевойсковой работы, на этом посту не смог быть полезен и пробыл на нём менее месяца. В октябре 1941 года назначен начальником штаба 26-й армии, спешно формирующейся в Московском военном округе, а затем брошенной в бой на орловско-тульском направлении в ходе генерального немецкого наступления на Москву. Из-за больших потерь армия вскоре была расформирована, а в Приволжском военном округе в ноябре началось формирование новой 26-й армии, и её командующим был назначен генерал Г. Г. Соколов.
В декабре 1941 года назначен командующим 2-й ударной армией Волховского фронта. Армии поручалось направление главного удара в готовящейся Любанской наступательной операции. Оценка работы Г. Г. Соколова на этом посту получила широкую известность по мемуарам К. А. Мерецкова:

Неудачно были подобраны отдельные военачальники. Позволю себе остановиться на характеристике командующего 2-й ударной армией генерал-лейтенанта Г. Г. Соколова. Он пришёл в армию с должности заместителя наркома внутренних дел. Брался за дело горячо, давал любые обещания. На практике же у него ничего не получалось. Видно было, что его подход к решению задач в боевой обстановке основывался на давно отживших понятиях и догмах. Вот выдержка из его приказа № 14 от 19 ноября 1941 года:

«1. Хождение; как ползанье мух осенью, отменяю и приказываю впредь в армии ходить так: военный шаг — аршин, им и ходить. Ускоренный — полтора, так и нажимать.

2. С едой не ладен порядок. Среди боя обедают и марш прерывают на завтрак. На войне порядок такой: завтрак — затемно, перед рассветом, а обед — затемно, вечером. Днем удастся хлеба или сухарь с чаем пожевать — хорошо, а нет — и на этом спасибо, благо день не особенно длинен.

3. Запомнить всем — и начальникам, и рядовым, и старым, и молодым, что днем колоннами больше роты ходить нельзя, а вообще на войне для похода — ночь, вот тогда и маршируй.

4. Холода не бояться, бабами рязанскими не обряжаться, быть молодцами и морозу не поддаваться. Уши и руки растирай снегом!»

Ну чем не Суворов?.. На совещании, которое Военный совет фронта созвал перед началом наступления на командном пункте 2-й ударной армии, командиры соединений выражали обиду на поверхностное руководство со стороны командарма. На этом же совещании выяснилось, что генерал Соколов совершенно не знал обстановки, что делают и где находятся соединения его армии, был далек от современного понимания боя и операции, цеплялся за старые методы и способы вождения войск. И там, где эти методы не помогали, у него опускались руки. Не случайно поэтому подготовка армии к наступлению непростительно затянулась. Было ясно, что генерал Соколов не способен руководить войсками армии… Через несколько дней Соколов был отозван в Москву. Его преемником стал генерал-лейтенант Н.К. Клыков, бывший командующий 52-й армией.— Мерецков К. А. На службе народу. — М.: Политиздат, 1968. — С.265—266.
10 января 1942 года был отозван в распоряжение Ставки Верховного Главнокомандующего. С марта 1942 года был заместителем командующего войсками Московской зоны обороны, сосредоточившись на создании оборонительных рубежей и на боевой подготовке войск. С ноября 1943 по июнь 1944 года был в распоряжении Главного управления кадров Наркомата обороны СССР, а в июне 1944 года возвращён на работу в войска НКВД СССР.

## После войны
С июня 1944 года — начальник Управления военно-учебных заведений войск НКВД СССР (с 1946 — МВД СССР). С 30 октября 1948 по 10 ноября 1951 года — командир 23-й дивизии войск МВД по охране особо важных объектов промышленности. С декабря 1951 года — начальник Управления милицейской службы Главного управления милиции Министерства государственной безопасности СССР. После объединения МВД и МГБ СССР в единое МВД СССР Соколов стал начальником отдела службы Главного управления милиции МВД СССР. В июне 1956 года после 15-летнего перерыва вернулся на службу в пограничные войска СССР и назначен заместителем начальника пограничных войск Юго-Западного округа, с ноября 1957 — начальником штаба пограничных войск КГБ при СМ СССР Юго-Западного округа. С декабря 1959 в отставке.
Умер в 1973 году. Прах захоронен в колумбарии на Новодевичьем кладбище.

## Воинские звания
- полковник (03.04.1936);
- комбриг (20.04.1938)[6];
- комдив (09.03.1939)[7];
- генерал-лейтенант (04.06.1940)[8].

## Награды
- орден Ленина (21.02.1945);
- 5 орденов Красного Знамени (26.04.1940, 03.11.1944, 1948, …);
- орден Кутузова 2-й степени (21.09.1945);
- орден Отечественной войны 1-й степени (12.11.1943);
- 2 ордена Красной Звезды (14.02.1941, 01.1957);
- Медаль «За оборону Ленинграда»;
- Медаль «За оборону Москвы»;
- ряд других медалей СССР;
- знак «Почётный работник ВЧК-ГПУ (XV)» (29.08.1936);
- Орден Красного Знамени (Монголия).

### Комментарии
1. ↑  По другим данным, даты жизни: 19 июня 1904 — 18 апреля 1973 гг.
2. ↑  На должность командующего 2-й ударной армией был назначен генерал Н. К. Клыков.